# Stone Garrett
Gregory Stone Garrett (Sugar Land, Texas, 22 de noviembre de 1995), más conocido como Stone Garrett, es un jugador profesional estadounidense de béisbol que se desempeña en la posición de jardinero derecho en Washington Nationals, equipo de las Grandes Ligas de Béisbol (MLB).

## Carrera
Garrett hizo su debut en la MLB con el equipo Arizona Diamondbacks, en el cual jugó una temporada (2022), después pasó a Washington Nationals, donde lleva jugando dos temporadas.